# Versicherungslibelle
Die Versicherungslibelle (auch Höhenkreis-, Koinzidenzlibelle) dient bei älteren Theodoliten zur genauen Ausrichtung des Vertikalkreises (Höhenkreis) nach der Lotrichtung. Ihr Name kommt daher, dass sie einem systematischen Fehler der Höhenmessung vorbeugt.
Sie ist eine Röhrenlibelle, deren Enden zur Erhöhung der Genauigkeit aufeinander gespiegelt werden. Sie wird durch Betätigung eines seitlichen Rändelrades an der Fernrohrstütze eingespielt und verdreht dadurch den Höhenkreis. Bei modernen Theodoliten übernimmt diese Funktion ein automatischer Höhenkompensator.
In beiden Bauarten nennt man den eventuell verbleibenden Restbetrag Indexfehler. Er lässt sich durch Messung in beiden Kreislagen eliminieren. 